# Municipio de Monroe (condado de Cumberland)
El municipio de Monroe (en inglés: Monroe Township) es un municipio ubicado en el condado de Cumberland en el estado estadounidense de Pensilvania. En el año 2000 tenía una población de 5.530 habitantes y una densidad poblacional de 81.7 personas por km².

## Geografía
El municipio de Monroe se encuentra ubicado en las coordenadas 40°07′00″N 77°04′59″O / 40.11667, -77.08306.

## Demografía
Según la Oficina del Censo en 2000 los ingresos medios por hogar en la localidad eran de $57,351 y los ingresos medios por familia eran de $62,599. Los hombres tenían unos ingresos medios de $42,857 frente a los $32,067 para las mujeres. La renta per cápita de la localidad era de $23,963. Alrededor del 5,4% de la población estaba por debajo del umbral de pobreza.